# Àmbit (revista)
Àmbit és una revista local i de periodicitat mensual publicada a Canet de Mar. Amb un caràcter independent i gratuïta, aquesta és la publicació més longeva de la història de la premsa canetenca. El primer número de la revista fundada per l'editorial Edicions Els 2 Pins es va publicar el novembre del 1995 i el darrer, va sortir editat el desembre de 2016.

## Història
La revista Àmbit va néixer el novembre del 1995 a Canet de Mar. Un equip de joves amb vocació periodística d’entre 18 i 25 anys van fundar l'editorial Edicions Els 2 Pins, una entitat cultural que pretenia recuperar la memòria història dels canetencs. A part de l'edició de llibres, l'editorial va consolidar la seva tasca amb la publicació de la revista mensual Àmbit. Revista Independent d’informació local. Amb una clara vocació informativa, la publicació canetenca destaca pels reportatges i informacions locals de caràcter polític, social, cultural o esportiu. La revista també inclou articles d’opinió d’alguns vilatans i de col·laboradors fixes.
Inicialment la direcció de la revista va ser compartida entre Pere Riera Ortiz i l’historiador Carles Sàiz i Xiqués. Posteriorment, també han coordinat la revista periodistes com Antoni Cruanyes Plana, Francesc Arcas o Irina Tasias.
A partir de l’any 2000, Àmbit canvia el seu subtítol pel de La Revista de Canet. El desembre del 2004 va ser un mes important per a la revista perquè va publicar el número 100. En ell es va fer un repàs i un homenatge a les persones que durant tots aquests anys han aparegut en algun número de les revistes publicades. Actualment, aquesta revista és la publicació més longeva de la història de la premsa de Canet de Mar.

## Contingut
La revista Àmbit aborda tota mena de notícies i reportatges relacionats amb Canet de Mar. La publicació es divideix en cinc blocs: Opinen, A dues bandes, La cuina, Els reportatges i L'entrevista.
A l’apartat d’Opinen és on s’hi publica l'editorial de la redacció i les cartes dels lectors. Per la seva banda, a l’A dues bandes, hi ha la correspondència que s’envien els canetencs Josep M. Flotats i Quirze Planet per opinar sobre un tema que afecta el poble.
La cuina és l'espai on el cuiner Ricard Cáceres publica mensualment la recepta culinària que recomana als lectors. Pel que fa a Els Reportatges, aquest és l’apartat més important de la revista i el que se li destinen més pàgines. En aquest bloc hi apareixen els reportatges i les informacions locals de caràcter polític, social, cultural o esportiu més destacades.
Finalment, L'entrevista és la secció que tanca cada número de l’Àmbit. Aquí és on cada mes s’entrevista una personalitat canetenca que està vinculada amb el municipi.

## Aspectes formals
La revista informativa i de temporalitat mensual té entre 24 i 56 pàgines, segons el mes. La publicació és en català, té un format de 295x210mm i del 1995 al 2004 es publicava en blanc i negre, excepte la portada i la contraportada que eren a tot color. A partir de l’any 2005 la revista fa un canvi qualitatiu i passa a publicar a tot color. Les fotografies tenen un valor important a la revista i complementen les informacions publicades.